# Minobu

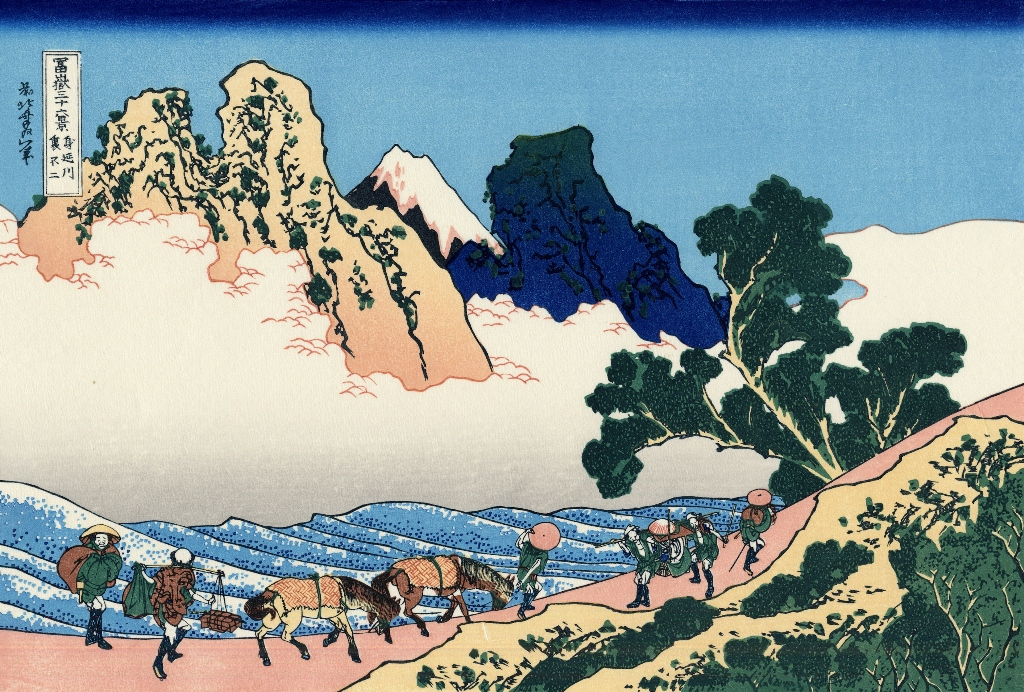
Le Fuji vu de derrière, depuis la rivière Minobu, œuvre de Hokusai.

Minobu (身延町, Minobu-chō) est un bourg du district de Minamikoma, dans la préfecture de Yamanashi, au Japon.

## Géographie

### Situation
Minobu est située dans le sud-ouest de la préfecture de Yamaguchi.

### Municipalités limitrophes
| Fujikawa | Ichikawamisato | Kōfu, Fujikawaguchiko |
| Hayakawa | Minobu         | Fujinomiya            |
| Shizuoka | Nanbu          | Nanbu                 |

### Démographie
Au 1er juin 2019, la population de Minobu s'élevait à 11 106 habitants répartis sur une superficie de 301,98 km2.

### Hydrographie
Minobu est traversé par le fleuve Fuji. Le lac Motosu se trouve au nord-est du bourg.

### Climat
Le bourg a un climat caractérisé par des étés chauds et humides, et des hivers relativement doux. La température moyenne annuelle à Minobu est de 14,1 °C. La pluviométrie annuelle moyenne est de 1 540 mm, septembre étant le mois le plus humide.

## Histoire
Minobu s'est développé à partir de l'époque de Kamakura autour du temple bouddhique de Kuon-ji, l'un des principaux temples du Nichiren Shū.
Au début de l'ère Meiji le 23 octobre 1868, Minobu était un village sous administration du jisha-ryō (en), c'est-à-dire un territoire contrôlé par un temple ou un sanctuaire shinto. Le 28 octobre de la même année, Minobu est intégré dans la nouvelle préfecture de Kai (甲斐府). Le 27 août 1869, la préfecture de Kai devient la préfecture de Kōfu (甲府県), puis la préfecture de Yamanashi (山梨県) le 1er janvier 1871. En janvier 1875, Minobu n'est officiellement plus sous administration du jisha-ryō, toutes les terres des temples et sanctuaires étant saisis par l'État, et est intégré dans le district de Koma (ja). Conséquemment, il est fusionné aux villages de Hakii (波木井村), Umedaira (梅平村) et Ōno (大野村) pour devenir le nouveau village de Minobu. Le 22 juillet 1878, avec l'adoption de la nouvelle loi municipale, le district de Minamikoma dans la préfecture de Yamanashi est créé et Minobu rejoint le nouveau district. Le 1er avril 1889, avec l'adoption de la loi municipale moderne, Minobu est recréé dans le district de Minamikoma. Le 1er janvier 1931, Minobu obtient le statut de bourg. Le 11 février 1955, Minobu fusionne avec les villages de Shimoyama (ja) (下山村), Toyooka (ja) (豊岡村) et Ōkouchi (ja) (大河内村), du district voisin de Nishiyatsushiro, pour recréer le bourg de Minobu. Le 13 septembre 2004, Minobu est agrandi en fusionnant avec les bourgs de Nakatomi et de Shimobe, du district de Nishiyatsushiro.

## Transports
Minobu est desservi par la ligne Minobu de la JR Central. La gare de Minobu est la principale gare du bourg.

## Éducation
On y trouve l'université privée Minobusan.